# Neolissochilus
Neolissochilus é um género de peixe actinopterígeo da família Cyprinidae.
Este género contém as seguintes espécies:
- Neolissochilus acutirostris Arunachalam, Sivakumar & Murugan, 2017[1]
- Neolissochilus baoshanensis (X. Y. Chen & J. X. Yang, 1999)
- Neolissochilus benasi (Pellegrin & Chevey, 1936)
- Neolissochilus blanci (Pellegrin & P. W. Fang, 1940)
- Neolissochilus blythii (F. Day, 1870)
- Neolissochilus capudelphinus Arunachalam, Sivakumar & Murugan, 2017[1]
- Neolissochilus compressus (F. Day, 1870)
- Neolissochilus dukai (F. Day, 1878)
- Neolissochilus hendersoni (Herre, 1940)
- Neolissochilus heterostomus (X. Y. Chen & J. X. Yang, 1999)
- Neolissochilus hexagonolepis (McClelland, 1839)
- Neolissochilus hexastichus (McClelland, 1839)
- Neolissochilus longipinnis (M. C. W. Weber & de Beaufort, 1916)
- Neolissochilus micropthalmus Arunachalam, Sivakumar & Murugan, 2017[1]
- Neolissochilus minimus Arunachalam, Sivakumar & Murugan, 2017[1]
- Neolissochilus nigrovittatus (Boulenger, 1893)
- Neolissochilus paucisquamatus (H. M. Smith, 1945)
- Neolissochilus soro (Valenciennes, 1842)[2]
- Neolissochilus soroides (Duncker, 1904)
- Neolissochilus spinulosus (McClelland, 1845)
- Neolissochilus stevensonii (F. Day, 1870)
- Neolissochilus stracheyi (F. Day, 1871)
- Neolissochilus subterraneus Vidthayanon & Kottelat, 2003
- Neolissochilus sumatranus (M. C. W. Weber & de Beaufort, 1916)
- Neolissochilus tamiraparaniensis Arunachalam, Sivakumar & Murugan, 2017[1]
- Neolissochilus thienemanni (C. G. E. Ahl, 1933)
- Neolissochilus vittatus (H. M. Smith, 1945)
- Neolissochilus wynaadensis (F. Day, 1873)